# Lioba Munz
Lioba Munz OSB (geb. 15. April 1913 in Bingen; gest. 24. September 1997 in Fulda) war eine deutsche Benediktinerin und Künstlerin. Bekannt wurde sie vor allem als Goldschmiedin, die zahlreiche Werke sakraler Kunst fertigte.

## Leben
Die spätere Ordensschwester wurde als Lotte Munz in einer bürgerlichen protestantischen Familie geboren. Der Vater war Prokurist. Sie besuchte das städtische Gymnasium in Bingen bis 1929, dann wechselte sie auf eine Frauenarbeitsschule, die sie als Kindergärtnerin und Hortnerin abschloss. Parallel dazu besuchte sie Abendkurse an der Kunstgewerbeschule Mainz.
Munz, die bereits mit fünf Jahren begonnen hatte, Violine zu spielen, ging Anfang der 1930er Jahre nach Dresden, um dort ihr Geigenspiel zu verbessern. Auf einer Reise nach Dresden machte sie in Fulda Station, um in der Abtei zur Heiligen Maria die Vigilien zu hören. Ein Interesse am Klosterleben soll sie bereits als Jugendliche entwickelt haben, möglicherweise durch die ihrer Heimatstadt Bingen gegenüberliegende, weithin sichtbare Benediktinerinnenabtei.
Die junge Frau, die in der Zeit der Weltwirtschaftskrise Sympathien für die Kommunistische Partei Deutschlands geäußert hatte und den Nationalsozialismus ablehnte, konvertierte am 22. September 1933 gegen den Willen ihrer Eltern zum Katholizismus mit dem Ziel, in das Fuldaer Kloster einzutreten, was sie 1934 verwirklichte. Im Dezember 1934 erfolgte die Einkleidung. Als Ordensnamen wählte sie Lioba nach der in Fulda besonders verehrten Lioba von Tauberbischofsheim. 1935 legte sie die Triennalprofess ab, im gleichen Jahr begann sie eine künstlerische Ausbildung in den Werkstätten der Abtei Herstelle, wo sie bis 1937 wirkte. 1939 legte Sr. Lioba die ewige Profess ab und begann, die künstlerische Werkstatt in ihrem Fuldaer Kloster aufzubauen, die sie bis zu ihrem Tod leitete und die als „fabrica fuldensis“ (lateinisch Fuldaer Werkstatt) bekannt wurde.
Ab 1950 machte sie ein aus Fulda stammender Dozent an einer Kunstakademie mit der Technik des Emailierens vertraut, in der sie schnell zu hoher Kunstfertigkeit gelangte. Zusätzlich besuchte sie von 1953 bis 1958 die Kölner Werkkunstschule als Meisterschülerin Elisabeth Treskows, der Leiterin der Goldschmiedeklasse, und die Malklasse von Friedrich Vordemberge. Möglich wurde dies durch Privilegien, die der begabten Künstlerin durch die Äbtissin ihres Klosters gewährt wurden. Die Klausur galt für sie nur eingeschränkt. Sr. Lioba, deren Werkstatt außerhalb der Klostermauern, in einer ehemaligen Schule, untergebracht war (Schulstraße 1), hatte die Erlaubnis, das Kloster in Zivilkleidung zu verlassen, was sie auf Reisen, aber auch für Konzertbesuche nutzte. Sie durfte Fernreisen zum Studium von Kunstwerken unternehmen oder im Kloster einen Hund halten. Im Gegenzug unterstützte sie die Äbtissin bei Verhandlungen mit weltlichen Institutionen und schuf zur Verherrlichung Gottes und als Einnahmequelle für ihr Kloster zahlreiche Kunstwerke.
Sr. Lioba Munz starb am 24. September 1997 im 84. Lebensjahr und im 62. Jahr ihrer Profess in ihrem heimatlichen Kloster.

## Künstlerisches Werk

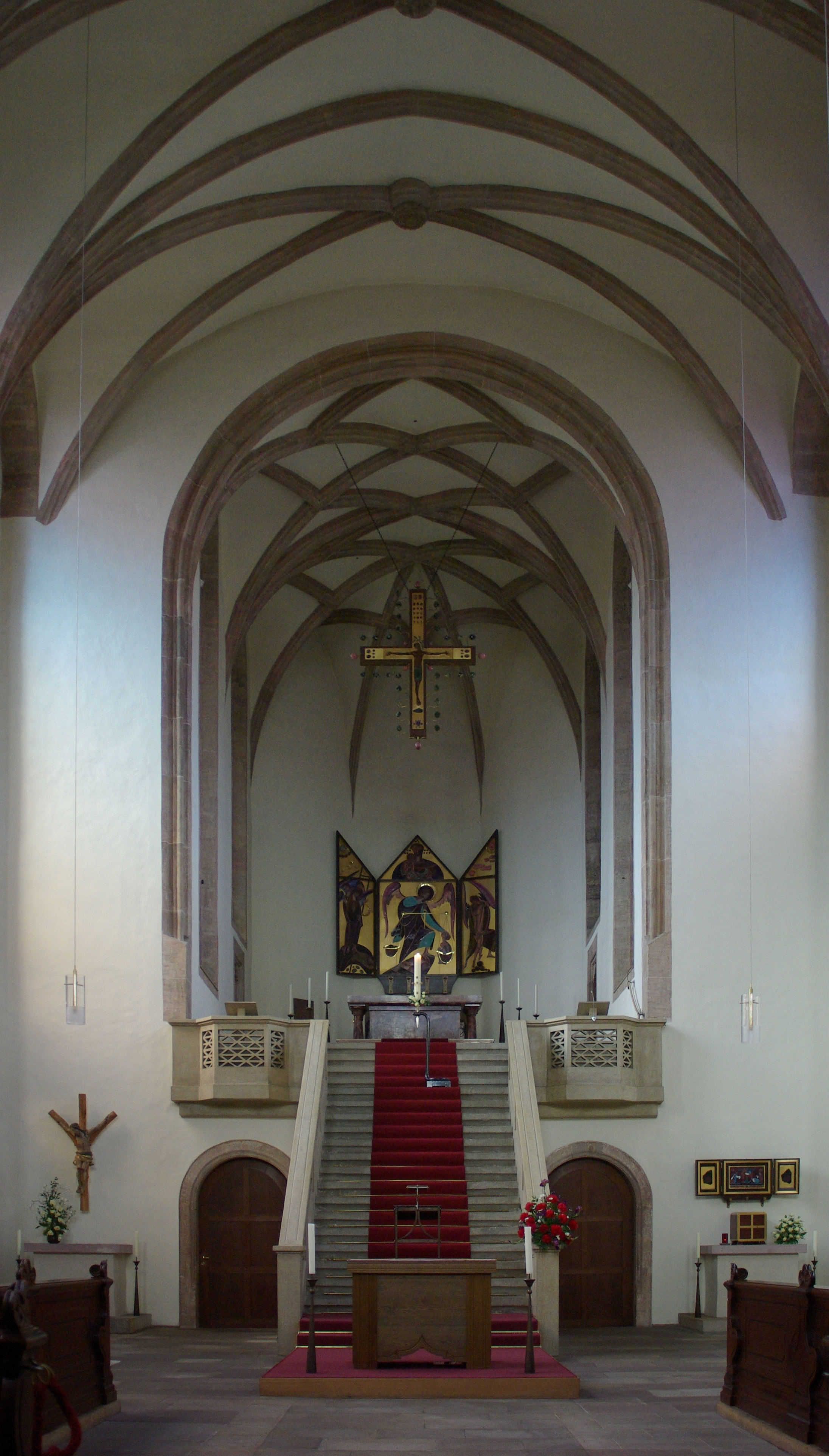
Altarraum der Abtei zur Heiligen Maria

Nachdem sie anfangs Keramiken wie bemalte Vasen geschaffen hatte, fertigte Lioba Munz mit ihren Mitarbeiterinnen ab 1950 überwiegend sakrale Kunstwerke und liturgische Geräte in Goldschmiedetechnik für zahlreiche Kirchen. In geringerem Maß war sie auch als Zeichnerin tätig. Beeinflusst wurde Munz durch den Jugendstil und die romanische Kunst. Den Absatz ihrer Werke förderte besonders in den 1960er Jahren die Reform der Liturgie durch das Zweite Vatikanische Konzil, durch das in vielen Kirchen neue Volksaltäre notwendig wurden, und auch der Kirchenbauboom der 1950er und 1960er Jahre, als zahlreiche Kirchen neu gebaut wurden und vollständig ausgestattet werden mussten. 
Munz, die Inspiration wie Entspannung in der Musik fand, fertigte Großkreuze, oft als Hängekreuze, Vortrage- und Altarkreuze, Tabernakel, Flügelaltäre, Kreuzwege, Abts- und Bischofsinsignien wie Brustkreuze, Stäbe und Ringe, Kelche, Monstranzen, Bucheinbände für liturgische Schriften, aber auch die Rektorenkette für die theologische Fakultät der Universität Fulda. 
Zu den herausragenden Werken zählen der Kreuzweg für die Kirche St. Anna in Friedberg-Dorheim (1953/1954), Tabernakel und Altarkreuz im Dom zu Hildesheim (1960), die Hängekreuze für Neu St. Alban (1961) und St. Johann Baptist in Köln-Höhenhaus (1958–1960), Flügelaltäre für St. Crescentius (1970) in Naumburg und die evangelische Bismarck-Gedächtnis-Kirche in Aumühle (1979), der Einband eines für den Besuch Johannes Pauls II. in Fulda geschaffenen Evangeliars im Dom zu Fulda (1980) sowie der Deckel für den Sarkophag und das Kopfreliquiar der hl. Lioba für St. Peter in Petersberg (1995).
In der Kirche der Abtei zur Heiligen Maria in Fulda, ihrem Heimatkloster, ist der Innenraum von ihrer Kunstauffassung geprägt. Die Glasfenster sind von ihr entworfen, von ihr stammen auch Haupt- und rechter Seitenaltar, das große Hängekreuz über dem Hauptaltar, ebenso Oster- und Altarleuchter.

## Auszeichnungen und Ehrungen
1986 erhielt Lioba Munz den Kulturpreis der Stadt Fulda.
Die Stadt Fulda benannte 2004 eine Straße in einem Neubaugebiet nach ihr.